# Челтнем
Че́лтнем (Курорт Челтнем; англ. Cheltenham, Cheltenham Spa) — крупный курорт и боро в графстве Глостершир, Англия, недалеко от Глостера и Сайренсестера. Стал известен как курортный город для здоровья и отдыха после открытия минеральных источников в 1716 году. 
Население — 118 836 чел. (2021). Городской девиз: Salubritas et Eruditio («Здоровье и образование»). Иногда в российских изданиях пишется как Челтенхем.

## История
Челтнем находится на краю Ко́тсуолдса и выглядит представительным и богатым. Маленькая река Челт течет через город и в половодье порой подтапливает город.
Челтнем — место, где проводятся главный Британский Стипль-чез на Золотой Кубок, это является главным событием Челтнемского фестиваля, проводимого каждый март.
Городу была дарована торговая привилегия в 1226 году и это то немногое, что известно о Челтнеме, до того, как он стал городом-курортом.
Челтнем стал курортным городом в 1716 году, тогда неподалёку были обнаружены источники минеральной воды. Успех Челтнема как города-курорта отражен в названии железнодорожной станции города, которую все ещё называют «Челтнемский Курорт», и в курортных зданиях других городов, которые были вдохновлены Челтнемом и названы в честь него.
Скачки в Челтнеме начались в 1815 году, и стали одной из главный национальных «приманок для туристов» после учреждения фестиваля в 1902 году. Сейчас объём туристов, посещающих курорт — уменьшился, но скачки ежегодно привлекают десятки тысяч посетителей фестиваля; такое большое число посетителей оказывает значительное влияние на город.
1 апреля 1974 года, согласно закону «о местном самоуправлении», городок Челтнем был слит с посёлком городского типа Чарлтон-Кингс, чтобы сформировать муниципальный район Челтнем. Ещё 4 округа были присоединены к городу Челтнем от города Тьюкбери в 1991 году.

## Культурные особенности

Челтнем на карте графства Глостершир

Город известен его архитектурой эпохи Регентства, и как говорят, он является самым «Регентским» городом Англии. Многие здания включая Челтнемскую синагогу, оцениваются Николосом Пенснером как одни из лучших неангликанских церковных зданий в Великобритании.

### Музеи
В «Челтнемской Галерее искусства и музее» есть известная коллекция произведений декоративного творчества эры Движения искусств и ремесел. «Музей родины Густава Холста» содержит личные вещи этого композитора, включая его фортепьяно. Также экспозиция включает Викторианскую кухню и прачечную, гостиную эпохи Регентства и детскую комнату Эдвардианской эпохи.

### Мемориальные доски
Челтнемское гражданское общество начало устанавливать в городе юбилейные мемориальные доски в городе начиная с 1982 года: синие мемориальные доски, чтобы отмечать здания где жили известные люди, и зеленые мемориальные доски, чтобы отмечать исторически примечательные места, на которых произошли события.

### Фестивали
Каждый год Челтнем организует музыкальные, джазовые, литературные и научные фестивали в городе, приглашая на них людей с именами известными во всей Британии и даже во всём мире. Действие фестивалей происходят в мэрии, гражданском театре, драматическом театре и в Pittville Pump Room — крупнейшем и старейшем курортном здании Челтнема.
Челтнемский фольклорный фестиваль привлекает участников со всего света. Челтнемский фестиваль исполнительских видов искусства не пользуется такой популярностью на международном уровне, но тем не менее, является местом соревнования более чем 300 исполнителей, этот фестиваль является старейшим из фестивалей искусств Челтнема, он начал проводиться с 1926 года.

## Образование
Самой старой школой в Челтнеме, является Средняя школа Пэйта (основанная в 1574 году). Челтнемский колледж, основанный в 1841 был первым из главных среди независимых учебных заведений Викторианского периода. В 1968 году этот колледж был съемочной площадкой для фильма Л. Андерсона «Если». Так же колледж ежегодно проводит Челтнемский Фестиваль Крикета, впервые устроенный в 1872 году, таким образом — он является старейшим фестивалем крикета в мире.
Самая известная школа в городе, согласно Гуд скулс гайд, является Челтнемский женский колледж (основанный в 1853). Дин Клоз Скул был основан в 1886, в память о Преподобном Фрэнсисе Клозе (1797—1882), бывшем ректоре Челтнема. Город также включает в себя несколько университетских городков Глостершира, одну общественную и шесть других государственных школ, плюс учреждения дополнительного образования.

## Спорт и досуг
В Челтенхеме существует профессиональный футбольный клуб — «Челтнем Таун», который играет в Лиге 2, чётвертом дивизионе английского футбола.
Челтнемский ипподром, в соседней деревне Престбури, это дом Национальных охотничьих гонок, проходящих в Великобритании. Встречи устраиваются с октября по апрель. Главное событие сезона — Челтнемский золотой кубок, который обычно проводится в середине марта, во время Челтнемского фестиваля. Его совпадение с Днём святого Патрика гарантирует огромный приток ирландских любителей скачек.

## Города-побратимы
- — Анси (фр. Annecy), Франция
- — Челтнем (англ. Cheltenham), США
- — Гёттинген (нем. Göttingen), Германия
- — Сочи, Россия (приостановлено с 2022[3])
- — Вэйхай (кит. 威海, пиньинь Wēihǎi), Китай

Дружественные связи город поддерживает также с:
- — Стамперсгат (нидерл. Stampersgat), Нидерланды
- — Кисуму (англ. Kisumu), Кения

## Знаменитые земляки
- Инглфилд, Эдуард Август (1820—1894) — британский вице-адмирал
- Густав, Теодор Холст (1874—1934) — композитор
- Брайан Джонс (1942—1969) — английский рок-музыкант, гитарист, мультиинструменталист, пионер Британского блюза, основатель The Rolling Stones..
- Кейт Торнтон (род.1973) — американская журналистка и фотомодель.
- FKA Twigs (род.1988) — английская танцовщица и певица.